# Last Mountain (circonscription saskatchewanaise)
Pour les articles homonymes, voir Last Mountain.
Circonscription électorale provinciale du Canada
Last Mountain est une ancienne circonscription électorale provinciale de la Saskatchewan au Canada. Elle est représentée à l'Assemblée législative de la Saskatchewan de 1908 à 1975.
Une circonscription fédérale du même nom a également existé de 1917 à 1935.

## Géographie
Le territoire de la circonscription était centrée autour de la ville de Strasbourg et comprenait la moitié nord du lac de la Dernière-Montagne (Last Mountain Lake).

## Liste des députés
| Parlement                                                                 | Années        | Député             | Député                        | Parti             |
| Last Mountain                                                             | Last Mountain | Last Mountain      | Last Mountain                 | Last Mountain     |
| ------------------------------------------------------------------------- | ------------- | ------------------ | ----------------------------- | ----------------- |
| 2e                                                                        | 1908–1912     |                    | Thomas Arnold Anderson (en)   | Conservateur      |
| 3e                                                                        | 1912–1917     |                    | Samuel John Latta (en)        | Libéral           |
| 4e                                                                        | 1917–1921     |                    | Samuel John Latta (en)        | Libéral           |
| 5e                                                                        | 1921–1925     |                    | Samuel John Latta (en)        | Libéral           |
| 6e                                                                        | 1925–1929     |                    | Samuel John Latta (en)        | Libéral           |
| 7e                                                                        | 1929–1934     |                    | Jacob Benson (en)             | Progressiste (en) |
| 8e                                                                        | 1934–1938     |                    | Guy Hartsel Hummel (en)       | Libéral           |
| 9e                                                                        | 1938–1944     |                    | Jacob Benson (en)             | CCF               |
| 10e                                                                       | 1944–1948     |                    | Jacob Benson (en)             | CCF               |
| 11e                                                                       | 1948–1952     |                    | Jacob Benson (en)             | CCF               |
| 12e                                                                       | 1952–1956     | Russell Brown (en) |                               | CCF               |
| 13e                                                                       | 1956–1960     | Russell Brown (en) |                               | CCF               |
| 14e                                                                       | 1960–1964     | Russell Brown (en) |                               | CCF               |
| 15e                                                                       | 1964–1967     |                    | Donald Gilbert MacLennan (en) | Libéral           |
| 16e                                                                       | 1967–1971     |                    | Donald Gilbert MacLennan (en) | Libéral           |
| 17e                                                                       | 1971–1975     |                    | Gordon MacMurchy (en)         | Néo-démocrate     |
| Circonscription fusionnée à Touchwood pour former Last Mountain-Touchwood |               |                    |                               |                   |